# 半紋月蝶魚
半紋月蝶魚，又名半紋背頰刺魚、半帶棘蝶魚，俗名半紋神仙，為輻鰭魚綱鱸形目鱸亞目蓋刺魚科的其中一個種。

## 分布
本魚分布於西太平洋區，包括日本、台灣、菲律賓等海域。

## 深度
水深2至20公尺。

## 特徵
本魚體卵圓形。吻圓鈍。眼間隔稍凹。口小；兩頜齒呈尖形。前眼眶骨具數棘，後緣游離，且中央具深刻；前鰓蓋後緣具鋸齒；前鼻孔圓形，小於卵形之後鼻孔。體被中大圓鱗，頭部與奇鰭較小；側線完全，但止於尾柄。成魚為淡灰褐色，雄魚在身體的上半部有許多黑色不規則的細橫紋。而由頭頂向後，沿著黑橫紋的末端有片前寬後窄的黃色區域，幼魚皆為雌相，僅在尾鰭基部及上下葉有黑帶。身上無其他斑紋。背鰭硬棘14至15枚，軟條16至17枚；臀鰭硬棘3枚，軟條17枚；背鰭與臀鰭軟條部後端尖形；腹鰭尖形，第一軟條延長至臀鰭；尾鰭成弧形凹入，上下葉並略延長，上有些橘色小點散布。體長可達18公分。

## 生態
本魚棲息在岩礁或珊瑚礁區，屬肉食性魚類，以動物性浮游生物為食。有性轉變的現象。

## 經濟利用
體色奇特，可以做為觀賞魚，很少人食用。